# Lista de primeiras-damas do estado do Acre
Esta é a lista que reúne as primeiras-damas e primeiros-cavalheiros do estado do Acre.
O termo é usado pelo cônjuge do(a) governador(a) do Acre quando este(a) está exercendo os plenos direitos do cargo. Em uma ocasião especial, o título pode ser aplicado a outra pessoa, quando o(a) governador(a) é solteiro(a) ou viúvo(a). Atualmente, não existe ocupação para este título, visto que, o governador Gladson Cameli, está separado.
| Nº                                | Nome                              | Imagem                            | Início do mandato      | Fim do mandato         | Governador(a)                    | Notas e Referências             |
| --------------------------------- | --------------------------------- | --------------------------------- | ---------------------- | ---------------------- | -------------------------------- | ------------------------------- |
| 1                                 | Maria de Fátima Miranda           |                                   | 15 de junho de 1962    | 1 de março de 1963     | Aníbal Miranda Ferreira da Silva |                                 |
| 2                                 | Maria Lúcia Araújo                |                                   | 1 de março de 1963     | 8 de maio de 1964      | José Augusto de Araújo           | [ 2 ]                           |
| 3                                 | Mary Dalva Cerqueira              |                                   | 8 de maio de 1964      | 19 de setembro de 1966 | Edgard Cerqueira                 |                                 |
| 4                                 | Georgete Kalume                   |                                   | 19 de setembro de 1966 | 15 de março de 1971    | Jorge Kalume                     |                                 |
| 5                                 | Leila Dantas                      |                                   | 15 de março de 1971    | 15 de março de 1975    | Wanderley Dantas                 |                                 |
| 6                                 | Maria Olívia Mesquita             |                                   | 15 de março de 1975    | 15 de março de 1979    | Geraldo Mesquita                 |                                 |
| 7                                 | Elaís Macedo                      |                                   | 15 de março de 1979    | 15 de março de 1983    | Joaquim Falcão Macedo            |                                 |
| 8                                 | Darci de Oliveira Rocha           |                                   | 15 de março de 1983    | 14 de maio de 1986     | Nabor Júnior                     |                                 |
| —                                 | Geraldo Fleming                   |                                   | 14 de maio de 1986     | 15 de março de 1987    | Iolanda Fleming                  | 1.º Primeiro-cavalheiro do Acre |
| 9                                 | Antônia Melo                      |                                   | 15 de março de 1987    | 2 de abril de 1990     | Flaviano Melo                    | [ 3 ]                           |
| 10                                | Luísa Cadaxo                      |                                   | 2 de abril de 1990     | 15 de março de 1991    | Édison Simão Cadaxo              |                                 |
| 11                                | Fátima Almeida                    |                                   | 15 de março de 1991    | 17 de maio de 1992     | Edmundo Pinto                    |                                 |
| 12                                | Mariúcia Magalhães                |                                   | 17 de maio de 1992     | 1 de janeiro de 1995   | Romildo Magalhães                |                                 |
| 13                                | Beatriz Cameli                    |                                   | 1 de janeiro de 1995   | 1 de janeiro de 1999   | Orleir Cameli                    | [ 4 ]                           |
| Vago; o governador era separado.  | Vago; o governador era separado.  | Vago; o governador era separado.  | 1 de janeiro de 1999   | 1 de janeiro de 2007   | Jorge Viana                      |                                 |
| 14                                | Simony D’Avila                    |                                   | 1 de janeiro de 2007   | 1 de janeiro de 2011   | Binho Marques                    | [ 5 ]                           |
| 15                                | Marlúcia Cândida                  |                                   | 1 de janeiro de 2011   | 1 de janeiro de 2019   | Tião Viana                       | [ 6 ]                           |
| 16                                | Ana Paula Cameli                  |                                   | 1 de janeiro de 2019   | 25 de janeiro de 2023  | Gladson Cameli                   | [ 7 ]                           |
| Vago; o governador está separado. | Vago; o governador está separado. | Vago; o governador está separado. | 25 de janeiro de 2023  | até à atualidade       | Gladson Cameli                   | [ 1 ]                           |